# Al-Namrood
Al-Namrood (араб. النمرود) — блек-метал-гурт з Саудівської Аравії. Названий на честь вавилонського царя Німрода. Група вибрала це ім’я як форму непокори релігії. Учасники гурту зберігають анонімність, оскільки, за законами Саудівської Аравії, їх ідентифікація може призвести до смертної кари.
З моменту свого заснування в 2008 році, Al-Namrood випустив 8 альбомів, декілька синглів і три музичні кліпи. Гурт підписав контракт із Shaytan Productions (Канада). 

## Дискографія

### Студійні альбоми
- Astfhl Al Thar (2009, استُفحِل الثأر)
- Estorat Taghoot (2010, أُسطورة طاغوت)
- Kitab Al Awthan (2012, كتابُ الأوثان)
- Heen Yadhar Al Ghasq (2014, حينَ يَظهر الغسق)
- Diaji Al Joor (2015, دياجي الجور)
- Enkar (2017, إنكار)
- Wala'at (2020, ولاءات)
- Worship the Degenerate (2022)

### Сингли та EP
- Atbaa Al-Namrood (2008, أتباع النمرود)
- Jaish Al-Namrood (2013, جيش النمرود)
- Ana Al Tughian (2015, أنا الطُغيان)

### Музичні кліпи
| Рік  | Назва                      | Режисер                  |
| ---- | -------------------------- | ------------------------ |
| 2014 | “Bat Al Tha ar Nar Muheja” | Кален Артинян            |
| 2015 | “Hayat Al Khezea”          | Legacy Studio Production |
| 2017 | “Nabth”                    | SilverFrame Productions  |

### Збірки
- Ten Years of Resistance (2018)

## Зовнішні посилання
- Офіційний сайт (archive)